# Борово (Косцянський повіт)
Борово (пол. Borowo, нім. Borowo, 1939-45: Bärenhort) — село в Польщі, у гміні Чемпінь Косцянського повіту Великопольського воєводства.
Населення — 552 особи (2011).
У 1975-1998 роках село належало до Познанського воєводства.

## Демографія
Демографічна структура станом на 31 березня 2011 року:
|          | Загалом | Допрацездатний вік | Працездатний вік | Постпрацездатний вік |
| -------- | ------- | ------------------ | ---------------- | -------------------- |
| Чоловіки | 275     | 72                 | 181              | 22                   |
| Жінки    | 277     | 53                 | 165              | 59                   |
| Разом    | 552     | 125                | 346              | 81                   |